# Sadkî, Starobilsk
Sadkî (în ucraineană Садки) este localitatea de reședință a comunei Sadkî din raionul Starobilsk, regiunea Luhansk, Ucraina.

## Demografie
Componența lingvistică a localității Sadkî
     Ucraineană (96,69%)
     Rusă (2,98%)
Conform recensământului din 2001, majoritatea populației localității Sadkî era vorbitoare de ucraineană (96,69%), existând în minoritate și vorbitori de rusă (2,98%).